# Keith Jarrett (rugby à XV)
Pour les articles homonymes, voir Keith Jarrett.

a Compétitions nationales et continentales officielles uniquement.

b Matchs officiels uniquement.
Keith Stanley Jarrett, né le 18 mai 1948 à Newport, est un joueur de rugby à XV et de rugby à XIII, sélectionné en équipe nationale à XV et à XIII, évoluant au poste de trois-quarts centre. 

## Biographie
Natif de Newport, Keith Jarrett effectue sa scolarité à la Monmouth School. Il commence sa carrière en club avec le Abertillery RFC avant de rejoindre le Newport RFC en 1966. C'est à ce moment-là qu'il dispute son premier test match le 15 avril 1967 contre l'Angleterre à l'âge de 18 ans. Pour son premier match du Tournoi des Cinq Nations, il réussit 19 des 34 points du pays de Galles. Son dernier test match est contre l'Australie le 21 juin 1969. Jarrett reste trois saisons complètes avec le club de Newport avant de se tourner vers le rugby à XIII au début de sa quatrième saison et de s'engager avec le Barrow RL. Il y joue jusqu'en 1973 lorsqu'il prend sa retraite en raison de problèmes cardiaques. Durant cette période, il connaît également deux sélections avec l'équipe du pays de Galles de rugby à XIII en 1970.

## Statistiques

### En équipe nationale de rugby à XV
- 10 sélections en équipe nationale (+1 non officielle)
- 73 points (2 essais, 17 transformations, 11 pénalités)
- Sélections par année : 1 en 1967, 2 en 1968, 7 en 1969
- Tournois des Cinq Nations disputés : 1967, 1968, 1969
- Vainqueur du Tournoi des Cinq Nations en 1969
- 2 sélections en 1970
- 3 points (1 essai).